# マッシュアップ (Webプログラミング)
マッシュアップ（Mashup）とは、ウェブ上に公開されている情報を加工、編集することで新たなサービスとすること。
マッシュアップの語源は、異なる音源からトラックの一部をそれぞれ取り出してミックスし、一つの曲にする音楽の手法である。ウェブにおけるマッシュアップも同様に複数の情報源からの情報から関連のあるものだけを取り出して加工し、一つのウェブサービスとして仕立てあげる。
マッシュアップが注目されるようになったのはさまざまな企業や団体が所有するデータベースを公開するWebAPIを整備するようになったためである。これにより情報技術に対する深い造詣がなくとも新たなサービスを立ち上げることができるようになった。
例えば、住所や写真などの自社ライブラリをGoogle Map等のAPIと組み合わせて新たな地図サービスのマッシュアップを作成するなどである。また、大規模災害時など緊急を要するソーシャル・プログラミングでの活用事例として、ハリケーン・カトリーナの被害者救済サイトの構築がある。
マッシュアップを行う著名なシステムとしてアメリカのYahoo!によるYahoo! Query LanguageやYahoo! Pipesなどがある。